# بكير جوبان زاده
بكير وهاب اوغلي جوبان زاده (بلغة تتار القرم: Bekir Vaap oğlu Çoban-zade) كاتب ولغوي. ولد بكير وهاب اوغلي بمدينة قاراسو بازار بشبه جزيرة القرم في 15 مايو 1893 وتوفي في 13 أكتوبر 1938 في الاحداث التطهير الكبير.

## مؤلفاته
1. النحو التركي، باكو، 1930
2. اللغة والأدب القومقية، باكو، 1926